# Jan Maurycy Pawel Puzyna de Kosielsko
Jan Maurycy Paweł Puzyna de Kosielsko (Gwoździec, 13 de setembro de 1842 - Cracóvia, 8 de setembro de 1911) foi um cardeal católico polonês que foi bispo auxiliar de Lwów (hoje Lviv, Ucrânia) de 1886 a 1895, e bispo de Cracóvia de 1895 até sua morte em 1911. Nomeado cardeal em 1901, ele era conhecido por suas opiniões conservadoras e autoritarismo.

## Vida
Puzyna recebeu em 1 de dezembro de 1878 ordenação sacerdotal e foi nomeado oito anos depois, em 26 de fevereiro de 1886, Bispo Titular de Memphis e Bispo Auxiliar em Lviv. Ele recebeu a ordenação episcopal em 25 de março pelo arcebispo de Gniezno , Mieczyslaw Halka Cardinal Ledóchowski ; Os co-consagradores foram o arcebispo emérito de Lviv Josyf Sembratowicz e o arcebispo de Praga e depois o cardeal Francis de Paula Schönborn.
Em 22 de janeiro de 1895, foi nomeado bispo de Cracóvia e acrescentado em 15 de abril de 1901 como cardeal sacerdote da igreja titular de Santi Vitale, Valéria, Gervásio e Protásio, no Colégio dos Cardeais .
Puzyna foi o último a exercer um veto do Estado em um conclave. No conclave de 1903, ele apelou em favor do imperador Francisco José I da Áustria contra a eleição do cardeal Mariano Rampolla del Tindaro para o papa uma objeção. Em vez disso, o Colégio dos Cardeais elegeu Giuseppe Sarto como Pio X, que imediatamente aboliu o poder de veto dos governantes seculares, o Exclusive.
No Reino da Galiza e Lodomeria , ele tinha como bispo de Cracóvia em um Virilstimme no Parlamento galego